# Lotta Flatum
Lotta Flatum (* 19. September 2002) ist eine norwegische Leichtathletin, die im Kugelstoßen sowie im Diskuswurf an den Start geht.

## Sportliche Laufbahn
Erste internationale Erfahrungen sammelte Lotta Flatum im Jahr 2018, als sie bei den U18-Europameisterschaften in Győr mit einer Weite von 42,24 m in der Qualifikationsrunde im Diskuswurf ausschied. Im Jahr darauf verpasste sie bei den U20-Europameisterschaften in Borås mit 46,64 m den Finaleinzug und 2021 gelangte sie bei den U20-Europameisterschaften in Tallinn mit 48,66 m auf den zehnten Platz. 2023 wurde sie bei der 1. Liga der Team-Europameisterschaft im Zuge der Europaspiele in Chorzów mit 55,90 m Siebte. Anschließend gewann sie bei den U23-Europameisterschaften in Espoo mit 54,45 m die Bronzemedaille hinter der Niederländerin Alida van Daalen und Özlem Becerek aus der Türkei.
In den Jahren von 2021 bis 2023 wurde Flatum norwegische Meisterin im Diskuswurf sowie 2022 auch im Kugelstoßen. Zudem wurde sie 2020, 2022 und 2023 Hallenmeisterin im Kugelstoßen.

## Persönliche Bestleistungen
- Kugelstoßen: 14,88 m, 24. Juni 2022 in Stjørdal
  - Kugelstoßen (Halle): 14,35 m, 1. Februar 2020 in Bærum
- Diskuswurf: 59,11 m, 17. Juli 2022 in Malmö